# Haltepunkt Reichelsdorfer Keller
Der Haltepunkt Reichelsdorfer Keller ist ein S-Bahn-Haltepunkt in Nürnberg, liegt an der Bahnstrecke Nürnberg–Roth und befindet sich im Süden der Stadt im Stadtteil Reichelsdorfer Keller. Er verfügt über einen 145 m langen und 96 cm hohen Seitenbahnsteig. Der Haltepunkt wird von den S-Bahn-Linie S 2 (Roth – Nürnberg – Hartmannshof) bedient. Für Pendler gibt es 10 P+R- und 22 B+R-Parkplätze.

## Geschichte
Eröffnet wurde der Haltepunkt, der ursprünglich an der Bahnstrecke Nürnberg–Augsburg lag, 1897 von den Königlich Bayerischen Staatseisenbahnen. Im Zuge der Bauarbeiten für die dritte Nürnberger S-Bahnlinie wurden die alten Anlagen abgerissen und ein neuer Bahnsteig mit barrierefreien Zugangsmöglichkeiten an der neuen S-Bahn-Trasse errichtet.
Das Bahnsteiggleis soll 2025 angehoben werden, um Bahnsteighöhe von 76 cm zu erreichen.

## Verbindungsübersicht
| Linie | Strecke | Taktfrequenz                                                                                                  |
| ----- | --- | --- |
| S2    | Roth – Büchenbach – Rednitzhembach – Schwabach – Schwabach-Limbach – Katzwang – Reichelsdorfer Keller – Nürnberg-Reichelsdorf – Nürnberg-Eibach – Nürnberg-Sandreuth – Nürnberg-Steinbühl – Nürnberg Hbf – Nürnberg-Dürrenhof – Nürnberg Ostring – Nürnberg-Mögeldorf – Nürnberg-Rehhof – Nürnberg-Laufamholz – Schwaig – Röthenbach (Pegnitz) – Röthenbach-Steinberg – Röthenbach-Seespitze – Lauf West – Lauf (links Pegnitz) – Ottensoos – Henfenfeld – Hersbruck (links Pegnitz) – Happurg – Pommelsbrunn – Hartmannshof Stand: Fahrplanwechsel Dezember 2023 | 20/40 min (Roth–Schwabach) 20 min (Schwabach–Lauf) 20/40 min (Lauf–Hersbruck) 60 min (Hersbruck–Hartmannshof) |